# XL Bermuda Open 1998
L'XL Bermuda Open 1998 è stato un torneo di tennis facente parte della categoria ATP Challenger Series nell'ambito dell'ATP Challenger Series 1998. Il torneo si è giocato a Paget in Bermuda dal 6 al 12 aprile 1998 su campi in terra verde.

## Vincitori

### Singolare
Hernán Gumy ha battuto in finale  Lucas Arnold Ker con il punteggio di 7–6, 4–6, 6–2

### Doppio
Doug Flach /  Richey Reneberg hanno battuto in finale  Andrej Čerkasov /  Rodolphe Gilbert con il punteggio di 3–6, 6–4, 6–2